# Joel Ward
Joel Edward Philip Ward (Emsworth, 1989. október 29. –) angol labdarúgó, aki legutóbb a Crystal Palace-ban játszott. Eredeti posztja jobbhátvéd, de középhátvédként és védekező középpályásként is képes pályára lépni.

## Pályafutása

### Portsmouth
Ward a szülőhelyéhez közeli East Lodge ificsapatban kezdett el futballozni, majd 2006-ban a Portsmouth-hoz került, ahol 2008 júliusában megkapta első profi szerződését. Egy hónappal később a negyedosztályú Bournemouth a teljes 2008/09-es szezonra kölcsönvette, hogy tapasztalatot szerezzen. Augusztus 12-én, a Cardiff City ellen, a Ligakupában mutatkozott be, végigjátszva a meccset. A bajnokságban négy nappal később, az Aldershot Town ellen debütált. Október 18-án, a Shrewsbury Town ellen elszenvedett 4-1-es vereség során megkapta pályafutása első sárga, majd piros lapját is. Jó formája miatt azonban rögtön visszakerült a csapatba eltiltása után, így a Football League Trophyban és az FA Kupában is bemutatkozhatott. Profi pályafutása első gólját 2009. május 2-án, a Morecambe ellen szerezte.
Visszatérése után, 2009. augusztus 26-án, egy Hereford United elleni Ligakupa-mérkőzésen mutatkozott be a Portsmouth első csapatában. Április 14-én, a Wigan Athletic ellen a Premier League-ben is bemutatkozhatott. Jól teljesített, és annak ellenére is a Portsmouth-nál maradt, hogy a csapat kiesett a Championshipbe. A következő szezont is a kezdőcsapatban kezdte meg, de helyét hamarosan átvette a Wolverhampton Wandererstől kölcsönvett Greg Halford. Első gólját 2010. november 13-án, a Doncaster Rovers ellen szerezte.
2011. február 12-én, a Doncaster Rovers ellen a Portsmouth 4-2-3-1-es formációban állt fel, ahol Ward a középpályán kapott helyet és gólt is szerzett. A meccs után Steve Cotterill menedzser megdicsérte. December 18-án, a Southampton elleni rangadón egyenlítő gólt szerzett, megmentve csapatának egy pontot.

### Crystal Palace
2012. május 18-án Ward 400 ezer fontért a Crystal Palace-hoz igazolt, négyéves szerződést aláírva a klubbal. Augusztus 14-én, a Ligakupában mutatkozott be, az Exeter City ellen. A bajnokságban négy nappal később, a Watford ellen kapott először lehetőséget. A szezon végén a csapat bejutott a rájátszásba, melyet meg is nyert. A döntőben Wardnak fontos szerepe volt a győzelem és a feljutás kivívásában, mivel az utolsó pillanatokban a gólvonalról tisztázott. 2015. március 14-én, a Queens Park Rangers ellen szerezte első gólját a csapatban. Április 15-én új, három és fél éves szerződést kötött a csapattal.

## Magánélete
Ward tagja a Faith and Football nevű támogató- és segélyszervezetnek, melyet a Portsmouth játékos, Linvoy Primus alapított. Életében fontos szerepet játszik a keresztény vallás, minden mérkőzés előtt letérdel és imádkozik.

## Sikerek és díjak
Crystal Palace
- Angol kupagyőztes: 2024–2025[21]
- Championship-rájátszás: 2013

## Külső hivatkozások
- Joel Ward pályafutásának statisztikái a Soccerbase oldalon (angolul)

- Joel Ward (angol nyelven). cpfc.co.uk